# つぶやきシロー
つぶやきシロー（1971年3月10日 - ）は、日本のピン芸人、俳優。ホリプロ所属。栃木県下都賀郡野木町出身。本名は永塚 勤（ながつか つとむ）。

## 芸風・来歴
独特の栃木訛りで「ムカついた事」などあるあるネタをつぶやく漫談を行う。芸名と芸風は、尊敬するマギー司郎から拝借した（本人は否定している）。かつては茶髪のマッシュルームヘアが特徴だった。
1994年、オーディション情報誌『De☆View』に掲載されていたホリプロオーディションの募集記事を読んだ事を機に、23歳の頃ホリプロに所属。初めて出演したテレビ番組は『うるとら7:00』であった。
1990年代後半、『ボキャブラ天国』（フジテレビ）シリーズで爆笑問題、ネプチューンらと共に人気を獲得。また、1996年に放送されていた『超爆笑BOOING』（関西テレビ）に出演しており、当時関西では殆ど無名であったにも関わらず7週勝ち抜き、グランドチャンピオン大会へと進出。人気絶頂期であった頃には、1997年当時のバンプレスト（後のバンダイナムコゲームス）のイメージキャラクターを務めていた。
しかし、人気がありすぎたが故にボキャブラブームの衰退と共に低迷し、仕事が激減した。実際にはホリプロ主催のライブなどに定期的に出演しており、一発屋芸人の代名詞として語られていたが、久しぶりのテレビ露出となった『笑いの金メダル』（テレビ朝日）で再び話題となった。一時期よりは出演しているが、同番組のリニューアルに伴い2005年頃から再びテレビでの露出が減っている。
2005年末から2006年にかけ、声優業界大手の81プロデュースが主導するCGアニメ『南の島の小さな飛行機 バーディー』（NHK教育テレビ）に出演し、声優としての新境地を開拓した。
2008年6月、『怒りオヤジ3』（テレビ東京）に出演した女性の占い師（デヴィ）が番組内で「2009年3月に再ブレイクする」と予言したが、結局再ブレイクとまではいかなかった。
2010年から、東ハトのスナック菓子のキャンペーンキャラクターに起用され、Twitterで「つぶやき」を開始。契約終了後もTwitter上で往年同様の「あるあるネタ」を披露している。
2011年には小説家としてもデビューしている。2021年には、小説『私はいったい、何と闘っているのか』が安田顕主演で映画化された。

## 人物

### 趣味・特技
- 柔道部員だった経歴を持っている。
- 熱狂的な中日ドラゴンズファンであり、愛知学院大学には中日の応援のために進学したとの事である。大学時代に元中日選手の戸田善紀が経営する焼肉屋でアルバイトをしていたことがある。2011年8月2日の｢テレビ愛知 ドラゴンズ戦中継 もっと!LIVE2011｣中日対ヤクルト（ナゴヤドーム）にゲスト出演した。
- ソフト・オン・デマンドの大ファン。特に『手コキクリニック』シリーズが好き。サンプルビデオを見るためにパソコンを購入したほど[4]。購入したがインターネットの設定が分からず、メーカーサポートセンターの女性に「インターネットに繋がらない」と言い、設定を手伝ってもらう際に「どのページが見られないのでしょうか?」と聞かれ、「ソフト・オン・デマンドじゃあ!」とキレ気味に言い対応してもらった[5]。

### 交友関係
- 同じホリプロ所属のタレント伊集院光と仲がよく、彼がパーソナリティーを務めるラジオやテレビ番組に時々出演する。伊集院とは「自分と同じ『事務所の中で唯一自分以外に浮いている存在』」としてお互いに認識しており親交を深めたが、つぶやきはかつて現伊集院夫人の篠岡美佳に好意を寄せていたという[6]。
- 女性ピン芸人のカリカナタは、つぶやきシローに憧れてホリプロに入った[7]。
- 先輩のさまぁ〜ずからはかなり可愛がられており、プライベートでも仲が良い。
- 博多大吉（博多華丸・大吉）と生年月日が同じ[8]である事が縁で2020年3月10日放送分の『赤江珠緒 たまむすび』（TBSラジオ）にゲスト出演し、博多大吉と共に50歳の誕生日を迎えた[9]。

### さまぁ〜ずとのエピソード
- 先輩であるさまぁ〜ずとはライブに出演でバーのマスターや駅長の役などを演じるなど仕事で共演することがあるが、『リンカーン』（TBSテレビ）で大竹を焼肉屋に誘うドッキリを仕掛けた時は、大竹がドタキャンしたためロケを中止にされてしまった（後日の再収録では仕掛け人を山里亮太（南海キャンディーズ）と設楽統（バナナマン）に変更された）。さまぁ〜ずと良く飲むらしく、さまぁ〜ずからは「全然つぶやかない。おしゃべりシロー。」「スーパーおしゃべりシロー。」と言われるほど普段は人よりも喋る。
- 『モヤモヤさまぁ〜ず2』（テレビ東京）での海外ロケでお土産をもらったり、「モヤモヤさまぁ〜ず2」DVD特典では「モヤモヤシローズ」としてニセモヤさまをしていたり、スタッフが夏休みを取りたいという理由でモヤさまの「面白かった瞬間ベスト5」を決める際に、エンディング曲を歌っていた、歌手の日華を大竹が「モヤさまに遠からず近からず関わっていて、毎週見ている人」と勝手に決めつけ、決めてもらう事にしたが、歌手なため断られる可能性が高いため、保険として「怒りオヤジ」のナレーションをしていたつぶやきを起用した。結果的に日華があっさりOKし、つぶやきはとりあえずで順位を決めてもらったが、日華がすでに順位を決めていたシーンを言ったため、大幅にカットされた。
- さまぁ〜ず曰く「卑屈で乙女の心を持つ」らしく、内村光良（ウッチャンナンチャン）やさまぁ〜ずと台湾にロケに行った際に、マネージャがさほど誘わなかったせいで、ずっと部屋でファミスタをやっており、朝のバイキングチケットも使わず「昨日のパンの残りがあるんで」と部屋で食べていた。
- 大竹いわく「足の裏みてぇな顔」をしている。

## 逸話
- 芸人になる前は大工をしていた。
- 中学時代はザ・ドリフターズ、萩本欽一、ビートたけしにハマり、高校・大学時代にはとんねるずにハマっていた。中でも特に憧れていたのは『欽ちゃんのどこまでやるの!』（テレビ朝日）に出演していた見栄晴だった。高校に進学してから急に洒落っ気づくのが嫌で高校3年間を坊主で通し、セミ不良みたいな生徒が休み時間にすぐトイレに集まっていた事に嫌気が差し卒業するまで学校のトイレに3年間一度も入らなかった[10]。
- 2010年12月1日配信の『内村さまぁ〜ず』内の企画で人間ドックに入り、結核の疑いがあると言う診断結果が出る。ただし他人には感染しないもので、その後の精密検査で快方に向かっていると診断される。診断後、禁煙と薬の服用を始める。2年後に再び同じ企画に出演し、人間ドックの結果、完治している事が判明した。
- 実家の風習で鍋に沢山煮た甘いあずきを白米に乗せて食べていた。本人はいまだにそれは変だと思っていない。

## 出演

### テレビ番組

#### 現在の出演番組
- モヤモヤさまぁ〜ず2（テレビ東京） - 不定期出演
- 昼めし旅（テレビ東京） - ナレーション
- チコちゃんに叱られる!（NHK総合） - 「NHKたぶんこうだったんじゃないか劇場」内の出演メンバーとして
- 満喫!とちぎ日和（とちぎテレビ） - 準レギュラー出演中

#### 過去の出演番組
レギュラー・準レギュラー
- タモリのボキャブラ天国（1995年12月20日 - 1997年8月31日、フジテレビ） - キャッチフレーズはロンリーウィスパー
- 前略ヒロミ様（1996年4月 - 9月、フジテレビ）
- 森田一義アワー 笑っていいとも!（1997年4月 - 1998年9月） - 木曜レギュラー
  - 笑っていいとも!増刊号（1997年4月-1998年9月）
  - 笑っていいとも!特大号（1997年12月24日）
- 少年サトル（1997年10月 - 1998年3月、フジテレビ）
- 学校へ行こう!（1997年10月 - 1999年3月、TBSテレビ）
- ともさか家の憂鬱（1997年10月5日 - 1998年3月29日、日本テレビ）
- 中居正広のボクらはみんな生きている（1997年10月29日 - 1998年9月16日、フジテレビ）
- 超人サトル（1998年4月 - 9月、フジテレビ）
- アッコにおまかせ!（1998年 - 1999年頃、TBSテレビ）
- つぶやきシローのオススメッG（2003年 - 2005年3月25日、テレビ東京）
- げりらっパ（2003年3月25日 - 2008年9月23日、名古屋テレビ） - 準レギュラー
- 怒りオヤジ〜愛の説教対局〜（2005年4月8日 - 6月24日、テレビ東京） - ナレーション
- 怒りオヤジ3（2005年10月13日 - 2009年3月26日、テレビ東京） - ナレーション
- サカスさん（2009年4月 - 9月、TBSテレビ） - 火曜レギュラー
- ご自慢ライブ おしあげNOW　→　東京スカイツリータウン MXご自慢ライブ（2012年7月 - 2013年3月、東京メトロポリタンテレビジョン） - アシスタント
- ポンコツ&さまぁ〜ず → 超ポンコツ&さまぁ〜ず（2014年10月11日 - 2017年3月25日、テレビ東京） - ナレーション
- at homeプレゼンツ あなたの街のオモシロ動画SHOW!! 拝啓、つぶ神さま（2015年1月11日　- 2018年4月29日、RCCテレビ） - つぶ神さま（声の出演）役
- 週刊スタミナ天国（フジテレビ）
- 伊集院光のばんぐみ（BS11デジタル）
- 栃木のきらめき（とちぎテレビ） - ナレーション

不定期出演
- うるとら7:00（日本テレビ） - テレビ初出演。「うるとらGET隊」として出演。
- 進め!電波少年（日本テレビ）
- 笑点（日本テレビ）
- ウンナン極限ネタバトル! ザ・イロモネア 笑わせたら100万円（TBSテレビ） - 『ゴールドラッシュ』に出演。3週目クリア。イロモネア出場権獲得。意外にも成績がよくウンナンからは先生と呼ばれている。
- お笑いDynamite!（TBSテレビ） - キャッチコピーは「ロンリーウィスパー2008」
- 超爆笑BOOING（関西テレビ） - 7週勝ち抜きチャンピオン
- 爆笑ピンクカーペット（フジテレビ） - キャッチコピーは「お正月ってめでたいよね」 → 「哀しき男の独り言」
- 爆笑レッドカーペット（フジテレビ、2011年1月1日・2012年1月1日・2014年1月1日） -  キャッチコピーは「哀しき男の独り言」
- アメトーーク!（テレビ朝日）
- 笑いの金メダル（朝日放送）
- AHERA（テレビ朝日）
- さまぁ〜ず×さまぁ〜ず（テレビ朝日） - 前説も担当

### テレビドラマ
- お天気お姉さん（パート1）（テレビ朝日、1997年）
- 踊る大捜査線 第9話（フジテレビ、1997年）
- 研修医なな子（テレビ朝日、1997年）
- 美少女H3 「少女たちの異常体験」（フジテレビ、1999年）
- 浅草キッドの「浅草キッド」（スカイパーフェクTV!、2002年）
- TRICK（パート3） episode 5（テレビ朝日、2003年）
- 特命係長 只野仁 第22話ゲスト（テレビ朝日、2007年1月12日）
- 和田アキ子殺人事件（TBSテレビ、2007年2月12日）
- ハイパーボッツ（キッズステーション） - フリーズ（吹き替え）
- 7人の女弁護士 第10話（テレビ朝日、2008年6月） - 瀬尾耕四郎 役
- ウォーキン☆バタフライ（テレビ東京、2008年8月1日）
- 第9回文芸社ドラマスペシャル 「ペーパー離婚〜娘の結婚VS親の離婚〜」（テレビ朝日、2010年2月7日）
- 水曜ミステリー9 刑事・ガサ姫〜特命・家宅捜索班〜2（テレビ東京、2013年5月8日） - 警官 役
- さんすう刑事ゼロ 第11話（NHK、2013年10月7日） - 比留間俊夫 役
- 三匹のおっさん〜正義の味方、見参!!〜 第6話（テレビ東京、2014年2月28日） - 店長 役
- 必殺仕事人2016（テレビ朝日、2016年9月25日） - 口入屋主人 役
- 来世ではちゃんとします（テレビ東京、2020年1月9日 - 3月26日） - ナレーション
  - 来世ではちゃんとします2（2021年8月12日 - 9月30日）
  - 来世ではちゃんとします お正月初夢SP（2021年1月1日）
  - 来世ではちゃんとします3（2023年1月5日 - 3月23日）
- ペンション・恋は桃色（フジテレビ、2020年1月17日 - 2月14日） - モリオ 役
- 家政夫のミタゾノ 第5シリーズ 最終話（テレビ朝日、2022年6月10日） - 人事部長 役
- 連続テレビ小説 風、薫る（NHK、2026年度前期放送予定） - 竹内之宣 役[11]

### 携帯ドラマ
- ロス:タイム:ライフ 第12節・親子篇（LISMO Channel他、2010年）

### ラジオ

#### パーソナリティ
- つぶやきシローのオールナイトニッポン（ニッポン放送、1997年10月 - 1998年3月） - 月曜2部担当）
- つぶや句575（NHK松山放送局・ラジオ第1全国放送、2011年3月31日から第5週の水曜日に放送）
- ミキシング!→ つぶやき松井のよ〜く聴かないで （栃木放送、2023年4月6日-毎週木曜担当、木曜日のみタイトルが変更。ミキシング自体は月曜日〜水曜日までそのまま継続。）[12][13]

#### ゲスト出演
- 伊集院光・日曜日の秘密基地（TBSラジオ） - 日曜ゼミナールゲスト講師
- ポアロのあと何分あるの?（インターネットラジオ放送局BBstation、2009年3月2日）
- 爆笑問題の日曜サンデー（TBSラジオ、2016年10月30日） - サンデー芸人ランキング
- ラジオシアター〜文学の扉「お勢登場」（TBSラジオ、2017年1月8日・15日） - ラジオドラマ
- さまぁ〜ず三村マサカズのオールナイトニッポン（ニッポン放送、2018年8月28日）
- 赤江珠緒 たまむすび（TBSラジオ、2021年3月10日） - 大吉ポスト〜いったん預かります！他
- くにまる食堂（文化放送、2022年5月6日）

### 映画
- SUPPINぶるうす（2004年）
- 日本以外全部沈没（2006年）
- テニスの王子様（2006年） - 酔っ払いのおっさん　役
- 仮面ライダー×仮面ライダー オーズ&ダブル feat.スカル MOVIE大戦CORE（2010年） - 情報屋のストーン 役
- キシメンちゃん（2010年） - 麺神様 役
- 市民ポリス69（2011年）
- のぞきめ（2016年）
- 牙狼〈GARO〉-月虹ノ旅人-（2019年） - 青ヒゲ 役

### オリジナルビデオ
- Y氏の隣人（バンダイビジュアル、1997年） 主演

### アニメ
- こちら葛飾区亀有公園前派出所（フジテレビ、2003年6月15日ゲスト） - 粒焼
- 南の島の小さな飛行機 バーディー（NHK教育テレビ、2005年 - 2006年） - ボギー
- 天体戦士サンレッド シリーズ（テレビ神奈川、2008年 - 2009年〈第1期〉、2009年 - 2010年〈第2期〉） - セミンガ
- 映画ドラえもん のび太の新魔界大冒険 〜7人の魔法使い〜（劇場アニメ、2007年） - 二ツ星B
- ドラえもん（テレビ朝日、2009年2月20日「山おく村の怪事件」） - 金原
- アラド戦記 〜スラップアップパーティー〜（テレビ東京、2009年） - ウェリ[14]
- ケツ犬（2010年）
- 最強武将伝 三国演義（テレビ大阪、2010年） - 督郵
- ブラッドラッド（TOKYO MX、2013年） - 雪男
- とんかつDJアゲ太郎 第6話（TOKYO MX、2016年）
- 焼肉店センゴク（アプリ『GANMA!』、2017年） - 食べられた牛の亡霊ちゃん[15]
- テレビ野郎 ナナーナ シリーズ（テレビ東京、2018年〈第1期〉、2019年〈第2期〉、2020年〈第3期〉） - 七山[16][17][18]

### CM
- ローソン 「ローソンに行かなくちゃ」編（1997年） - 中山エミリと共演
- バンプレスト 新スーパーロボット大戦 スペシャルディスク（1997年）
- バンプレスト 超魔神英雄伝ワタル まぜっこモンスター（1997年）
- バンプレスト ボカンと一発!ドロンボー 完璧版（1997年）
- バンプレスト ポケモンボール（1997年）
- バンプレスト ザ・グレイトバトルVI（ナレーション、1997年）
- 資生堂UNO 男のスキンケアタンク 「セキュリティチェック」編（2009年）
- 日産自動車 キューブ（3代目）「つぶやきシロー・タッチパネル」編（ナレーション、2010年6月 - ）
- マルハン（2010年8月） - 和田アキ子と共演
- 江崎グリコ 日本横断グリコワゴン（2010年）
- 明治 白のひととき（2014年） - マギー司郎と共演
- ローソン「ごちろう時報」（2018年）[19]

### ビデオ
- つぶやきシロー うそおぉ〜ん（1997年・VHS）
- つぶやきシロー だいぃ〜ん!!（1997年・VHS）
  - 「だいぃ〜ん」×「うそぉ〜ン」DVD復刻版（2004年・DVD）
- こたつ LIVE BEST（2004年・DVD）

### 音楽
- フラワージェネレーション（1997年。桜井秀俊と共演。「セキララ〜つぶやきと桜井」名義）
- 4グラムの砂/おかあさん（1998年。「セキララ〜つぶやきひとりぼっち」名義。それぞれザ・ゴールデン・カップス、ザ・テンプターズのカバー）
- MOTHER - SEAMO（PVへの出演）
- NO NEGATIVE, NO LIFE. - ポアロ（2009年、CDジャケットカバーへの出演）

### 書籍
- 『つぶやき心理学』実業之日本社、1997年9月1日。ISBN 4-408-13321-3。
- 『イカと醤油』宝島社、2011年1月22日。ISBN 978-4-7966-6627-5。
- 『私はいったい、何と闘っているのか』小学館、2016年10月26日。ISBN 978-4-0938-6451-0。
- 『3月生まれあるある』さくら舎、2021年2月6日。ISBN 978-4-86581-281-7。
- 『こんな人いるよねぇ〜 本を読んでつぶやいた』自由国民社、2022年4月1日。ISBN 978-4-426-12775-6。
- 『リモコンの電池を換えてて、ちょっとでもテレビに気を取られると、あれ？新しい電池どっちだっけってなるね。』小学館、2024年2月29日。ISBN 978-4-09-389154-7。

### 舞台
- DRAGON BOWL（2006年1月28日 - 2月5日、東京池袋シアターグリーン）
- 7@dash〜セブンダッシュ〜【僕らの人生はいつもA’だった...】（2008年4月4日 - 6日、東京池袋シアターグリーン）
- Trifle 〜reorder〜（2010年1月27日 - 31日、全労済ホール スペース・ゼロ）
- コント・エクスペリエンスの会 〜1st-Experience（2011年8月17日 - 21日、新宿シアターサンモール）[20]
- グワィニャオン10周年 特別番外公演「池田屋・裏 2012」（2012年3月23日 - 27日、天王洲 銀河劇場） - 柴司 役[21]
- Theatre劇団子 劇団創立20周年記念 第29回公演「落人たちのブロードウェイ」（2012年9月13日 - 17日、紀伊國屋ホール）
- ミュージカル「天才執事ジーヴス」（2014年7月4日 - 13日、日比谷日生劇場） - ガッシー・フィンク＝ノットル 役[22]
- 劇団TEAM-ODAC第30回本公演「猫と犬と約束の燈2018-夏」（2018年7月7日 - 16日、全労済ホール スペース・ゼロ）
- 日経大シアター2019「福岡ラプソディ」（2019年12月24日、北九州芸術劇場 大ホール） - ゲスト[23]

### ゲーム
- アッコでポン! 〜イカサマ放浪記〜（2008年、ニンテンドーDS・Wii用ソフト、サクセス） - 声の出演[24]